# 電波少女與錢仙大人
《電波少女與錢仙大人》（繰繰れ！コックリさん），是遠藤綠所作的日本漫畫，於《月刊GANGAN JOKER》2011年8月號至2016年12月號連載。電視動畫於2014年10月至12月在東京電視台等電視台的深夜播出。

## 故事简介
一人独自生活的市松小雏是个缺乏常识的电波系幼女，某天玩起狐狗狸遊戲，唤来了一把年纪的狐耳美男子——自称“银仙”的妖怪。银仙对自称“人偶”的小雏的不健康生活形态放心不下，而忍不住就留下来照顾她……一场超虚脱系又不可思议的搞笑故事就此开演。

## 登场人物
市松小雏（声优：广桥凉）
獨居電波系小學女生，認為自己是无论遇到什么事情都不會动搖的無感情人偶，非常喜歡吃杯麵又不擅長家務，也不知道該如何微笑。在學校完全沒有朋友，因為一直自稱是人偶，所以連老師都不太理會她，在班級上只有山本君令她很在意。實際上內心敏感且害怕寂寞，遇見银仙後逐漸敞開心扉。
其實在劇情開始前，小雛已不慎被閻王誤記入生死簿，導致大限將至，銀仙為瞞過閻王，搶先一步把小雛帶往冥界藏起來，同時信樂也在冥界設下結界防止冥界察覺到小雛的存在，並讓小雛以為自己還生活在陽世裡。後來閻王發現並更正了生死簿的筆誤，但銀仙捨不得讓小雛返回陽世，繼續瞞著小雛藉此挽留她待在身旁，最終仍被小雛察覺異狀，導致結界和銀仙的存在消失。
劇情尾聲，小雛在返回陽世後因為思念銀仙等人，在聖誕節當天再度召喚狐狗狸，銀仙等人受召返回陽世和小雏重逢。
银仙（声优：小野大辅／白石涼子（女銀仙））
自称美男子的狐狸妖怪，有著銀色長髮和金色雙眼，曾為神社供奉的神明，擔心小雛不健康的飲食狀況而住在小雏家的家政萬能主夫，對自己的實際年齡保密到家(但劇中有透露他跟信乐同為老人會的成員之一)，時常因為壓力而胃潰瘍。不擅長面對山本同學，所以總是和山本同學保持一定距離。在靈界人脈關係很廣。和小雛有約定而留在她身邊。
很久以前银仙還是狐狸的時候，某日外出被獵人打傷，瀕死之際被小雏的祖先所救，銀仙見小雏的祖先獨自居住，為了報恩便志願陪伴對方，同時立下「不管她重新輪迴了多少遍，都要找到她，並且要讓她綻放笑容」的約定。歷經數代輪迴後，終和小雏相遇。
經歷閻王發現並更正了生死簿的筆誤、結界消失的事件後，銀仙等人申請了人間生活的許可證，趁著聖誕節當天返回陽世和小雏重逢。
狗神（聲優：樱井孝宏／齋藤千和（女狗神））
幼犬被棄養而亡化成的狗神妖怪，忘記生前性別因此可男可女。因為生前只有小雛抱過自己，因此死後成為小雛的跟蹤狂，熟知小雛的喜好厭惡、身高體重和基因序列，終極目標是跟小雛結婚。反社會性格，但習性還是狗，想要散步、撿球，害怕打疫苗，另外本身也擅長使用網路來查尋事物，同時也有在自己的狗屋裡泡咖啡的習慣。本體會隨著煩惱減少而縮小甚至是消失，並可無限分裂出大小不一的分身。
信乐（聲優：中田让治）
和銀仙一樣被小雏召喚出來，外型帶點江湖風味的破戒僧，真身是化貍，因為覺得小雏家環境不錯，又遇到舊識銀仙而死皮賴臉的住了下來，沉迷於菸酒、赌博和女人 (銀仙說只要對方有XX染色體都會下手；因此連女性化的銀仙和狗神都差點慘遭毒手) 的堕落狸猫妖怪，無業廢材大叔，到處都有欠債的不良紀錄，因此被各地打入黑名單。又因過度菸酒導致痛風。在動畫第六集時因為除掉想加害小雛的獨眼妖而被詛咒，右眼留下一道傷疤。
山本君（聲優：山本和臣）
小雛的同學，似乎和常人有些不同。自稱地球人，否認自己是外星生命體，眼睛很大，會因心情而改變體色，體內有一隻形似異形的生物(小雛說那是他的妹妹)。很喜歡地球文化但總是有所誤解(由於居住在日本，所以只知道日本文化)。住在一架宇宙飛碟裡。
湿子（聲優：金元壽子）
小雛的同學，有極度社交恐懼症，想結交朋友卻總是失敗，沒朋友的時間等於年齡。每天都會在小雛課桌上的花瓶供花，希望小雛注意她。
天狗（聲優：鳥海浩輔）
喜歡七歲以下美男童的正太控天狗，會給山神打小報告，臉上永遠帶著面具。對山本君很有興趣。
小玉（聲優：尤加奈）
甜品店看板娘貓神，有異常喜歡收藏人偶的嗜好(連被詛咒的都要)。非常喜歡小雛，但比銀仙囉嗦且有控制狂。

## 出版書籍

### 單行本
| 卷數 | 史克威爾艾尼克斯 | 史克威爾艾尼克斯                                                  | 東立出版社     | 東立出版社             |
| 卷數 | 發售日期         | ISBN                                                              | 發售日期       | ISBN                   |
| ---- | ---------------- | ----------------------------------------------------------------- | -------------- | ---------------------- |
| 1    | 2011年12月22日   | ISBN 978-4-7575-3450-6                                            | 2017年8月3日   | ISBN 978-986-486-180-4 |
| 2    | 2012年7月27日    | ISBN 978-4-7575-3632-6                                            | 2017年10月20日 | ISBN 978-986-486-181-1 |
| 3    | 2012年10月22日   | ISBN 978-4-7575-3756-9                                            | 2017年11月30日 | ISBN 978-986-486-182-8 |
| 4    | 2013年3月22日    | ISBN 978-4-7575-3906-8                                            | 2018年1月11日  | ISBN 978-986-486-183-5 |
| 5    | 2013年8月22日    | ISBN 978-4-7575-3957-0（通常版） ISBN 978-4-7575-3955-6（限定版） | 2018年8月24日  | ISBN 978-986-486-184-2 |
| 6    | 2014年3月22日    | ISBN 978-4-7575-4255-6                                            | 2019年5月13日  | ISBN 978-986-486-185-9 |
| 7    | 2014年9月22日    | ISBN 978-4-7575-4419-2                                            |                |                        |
| 8    | 2014年12月22日   | ISBN 978-4-7575-4507-6                                            |                |                        |
| 9    | 2015年5月22日    | ISBN 978-4-7575-4488-8（通常版） ISBN 978-4-7575-4487-1（限定版） |                |                        |
| 10   | 2015年11月21日   | ISBN 978-4-7575-4803-9                                            |                |                        |
| 11   | 2016年3月22日    | ISBN 978-4-7575-4914-2                                            |                |                        |
| 12   | 2017年1月22日    | ISBN 978-4-7575-5222-7                                            |                |                        |

### 公式官方手冊
- ，2013年8月22日初版發行，ISBN 978-4-7575-4023-1
- ，2014年12月22日初版發行，ISBN 978-4-7575-4460-4

## 电视动画
2014年10月5日起在东京电视台、AT-X等日本電視台開始播放，田村由香里担当旁白。

### 制作人员
- 导演、剧本：平池芳正
- 角色设定、总作画监督：大岛美和
- 色彩設計：鈴木依里
- 美术导演：菊地明子
- 摄影导演：鹽川智幸
- 編集：坪根健太郎
- 音响监督：鶴岡陽太
- 音乐：百石元
- 音乐制作：Media Factory
- 动画制作：TMS Entertainment

### 主题曲
片头曲
- 「Welcome!!DISCO けもけもけ」

作词、作曲、编曲：前山田健一
演唱：银仙（小野大辅）
台词：狗神（樱井孝宏）、信乐（中田让治）
第1话（第1憑目）、最後一話（第12憑目）作为片尾曲使用（配音員與工作人員字幕則是由下往上滾動）。
从第7話（第7憑目）开始之後部分橋段追加特殊效果。最後角色聚集的畫面會隨著每集的故事進展有變化，最後一話則是主要角色全員到齊。
片尾曲
- 「This Merry-Go-Round Song」

作詞、作曲、編曲、演唱：末光笃
第1话（第1憑目）、最後一話（第12憑目）未使用。第2話－第4話則以靜態畫面帶過。第8话（第8憑目）使用此曲的钢琴版本（piano version）。

### 各話列表
| 話數     | 日文標題  | 中文標題                       | 分鏡       | 演出       | 作畫監督                        | 腳本     | 總作畫監督 |
| -------- | --------- | ------------------------------ | ---------- | ---------- | ------------------------------- | -------- | ---------- |
| 第1憑目  |           | 人偶少女遇見銀仙！             | 平池芳正   | 高島大輔   | 高鉾誠                          | 平池芳正 | 大島美和   |
| 第2憑目  |           | 爽朗笑容與邁向真人類的第一步！ | 島津裕行   | 飛田剛     | 谷津美彌子                      | 平池芳正 | 大島美和   |
| 第3憑目  |           | 狗神旅館！                     | 金崎貴臣   | 松田清     | 新谷憲 石川慎亮                 | 平池芳正 | 大島美和   |
| 第4憑目  |           | 在意的那個人是科幻系！         | 西澤晉     | 奧野浩行   | 櫻井正明 工藤裕加               | 平池芳正 | 大島美和   |
| 第5憑目  |           | 課桌花瓶是訊息！               | 島津裕行   | 高島大輔   | 高鉾誠 小松真梨子               | 平池芳正 | 大島美和   |
| 第6憑目  |           | 小雛、一目與信樂！             | 西澤晉     | 古賀一臣   | 谷津美彌子                      | 平池芳正 | 大島美和   |
| 第7憑目  |           | 貓神小玉的一見鍾情             | 鎌倉由實   | 佐佐木純人 | 山崎克之、北村晉哉 伊藤真理子、 | 平池芳正 | 大島美和   |
| 第8憑目  |           | 銀仙的霧氣秘湯巡禮！           | 篠原俊哉   | 松田清     | 石川慎亮、津吹明日香            | 平池芳正 | 大島美和   |
| 第9憑目  |           | 正值很多煩惱的年紀！           | 金崎貴臣   | 長岡義孝   | 高鉾誠、鷲田敏彌                | 平池芳正 | 大島美和   |
| 第10憑目 |           | 乾等楓葉的日子！               | 垣野内成美 | 高島大輔   | 小松真梨子、田中誠輝 津吹明日香 | 平池芳正 | 大島美和   |
| 第11憑目 |           | 沒有大人的角色扮演！           | 島津裕行   | 奧野浩行   | 工藤裕加、櫻井正明 丸山修二     | 平池芳正 | 大島美和   |
| 第12憑目 | DESTINY！ | 命運！                         | 島津裕行   | 古賀一臣   | 高鉾誠、小松真梨子 石川慎亮     | 平池芳正 | 大島美和   |

### 播放电视台
日本深夜動畫：下文記載的日本国内播放時間使用日本標準時間（UTC+9）表示。因為部分時間标识會採用30小时制，因此請留意这类超过24:00的时间，其實際播放時間為翌日清晨。
| 播放地区       | 播放电视台   | 播出日期                | 播出时间           | 所属联播网 | 备注                   |
| -------------- | ------------ | ----------------------- | ------------------ | ---------- | ---------------------- |
| 关東广域圈     | 東京电视台   | 2014年10月5日－12月21日 | 周日 25:05 - 25:35 | 东京电视网 | 製作委員會參加         |
| 大阪府         | 大阪电视台   | 2014年10月7日－         | 周二 26:10 - 26:40 | 东京电视网 |                        |
| 愛知县         | 愛知电视台   | 2014年10月7日－         | 周二 26:35 - 27:05 | 东京电视网 |                        |
| 北海道         | TV北海道     | 2014年10月9日－         | 周四 26:05 - 26:35 | 东京电视网 |                        |
| 冈山县・香川县 | 濑户内电视台 | 2014年10月9日－         | 周四 26:15 - 26:45 | 东京电视网 |                        |
| 福冈县         | TVQ九州放送  | 2014年10月9日－         | 周四 27:00 - 27:30 | 东京电视网 |                        |
| 日本全域       | AT-X         | 2014年10月11日－        | 周六 18:30 - 19:00 | 卫星电视   | 有重播／製作委員會參加 |
| 日本全域       | Kids Station | 2015年8月12日－         | 周三 23:00 - 23:30 | 卫星电视   | 有重播／深夜節目時段   |

| 日本 東京電視台 星期日25時05分－25時35分節目 | 日本 東京電視台 星期日25時05分－25時35分節目   | 日本 東京電視台 星期日25時05分－25時35分節目 |
| -------------------------------------------- | ---------------------------------------------- | -------------------------------------------- |
|                                              | 電波少女與錢仙大人 （2014年10月5日－12月21日） |                                              |
| 月刊少女野崎同學                             | 聖劍使的禁咒詠唱                               |                                              |

## 腳註
1. ↑  . キッズステーション. キッズステーション.   [2015-08-12]. （原始内容存档于2015-08-03） （日语）.
2. ↑  當初預定日期為8月17日周一。

### 動畫直播链接
- 「電波少女與錢仙大人」NICINICO WEB直播專題 （页面存档备份，存于）（日語）
- 「電波少女與錢仙大人」b-ch萬代頻道付費專題 （页面存档备份，存于）（日語）
- 「電波少女與錢仙大人」GYAO!WEB直播專題（日語）
- 「電波少女與錢仙大人」愛奇藝 中文獨播專區 （页面存档备份，存于）（简体中文）